# Supercoppa di Bahrein
La Supercoppa di Bahrein è una competizione calcistica riservata a squadre del Bahrein. Mette di fronte la vincitrice del campionato bahreinita di massima divisione e la vincitrice della Coppa del Re del Bahrein a chiusura della stagione.

## Albo d'oro
| Anno | Vincitore                                        | Risultato                                        | Finalista                                        | Note                                             |
| ---- | ------------------------------------------------ | ------------------------------------------------ | ------------------------------------------------ | ------------------------------------------------ |
| 1996 | Al-Muharraq                                      | ?-? (4-3 dtr)                                    | Al-Riffa                                         |                                                  |
| 2003 | Al-Ahli                                          | 2-1                                              | Al-Muharraq                                      |                                                  |
| 2004 | Al-Shabab                                        | 2-1                                              | Al-Bisitin                                       |                                                  |
| 2005 | Al-Muharraq                                      | 1-0                                              | Al-Shabab                                        |                                                  |
| 2006 | Al-Muharraq                                      | 3-2                                              | Al-Najma                                         |                                                  |
| 2007 | Al-Najma                                         | 3-2                                              | Al-Riffa                                         |                                                  |
| 2008 | Al-Najma                                         | 1-0                                              | Al-Bisitin                                       |                                                  |
| 2013 | Al-Muharraq                                      | 2-1                                              | Al-Bisitin                                       |                                                  |
| 2014 | East Riffa                                       | 1-1 (6-5 dtr)                                    | Al-Riffa                                         |                                                  |
| 2015 | Al-Hidd                                          | 1-1 (6-5 dtr)                                    | Al-Muharraq                                      |                                                  |
| 2016 | Al-Hidd                                          | 1-0                                              | Al-Muharraq                                      | [ 1 ]                                            |
| 2017 | Manama                                           | 1-1 (4-2 dtr)                                    | Malkiya                                          |                                                  |
| 2018 | Al-Muharraq                                      | 2-2 (4-3 dtr)                                    | Al-Najma                                         |                                                  |
| 2019 | Al-Riffa                                         | 1-1 (5-3 dtr)                                    | Manama                                           | [ 2 ]                                            |
| 2020 | Non disputato a causa della pandemia di COVID-19 | Non disputato a causa della pandemia di COVID-19 | Non disputato a causa della pandemia di COVID-19 | Non disputato a causa della pandemia di COVID-19 |
| 2021 | Al-Riffa                                         | 1-1 (4-3 dtr)                                    | East Riffa                                       |                                                  |
| 2022 | Al-Khaldiya                                      | 2-0                                              | Al-Riffa                                         |                                                  |

## Vittorie per squadra
| Squadra     | Vittorie |
| ----------- | -------- |
| Al-Muharraq | 4        |
| Al-Riffa    | 2        |
| Al-Najma    | 2        |
| Al-Hidd     | 2        |
| East Riffa  | 1        |
| Manama      | 1        |
| Al-Khaldiya | 1        |